# Zé de Mello
Zé de Mello (Juazeiro do Norte, Brasil; 7 de enero de 1934) es un exfutbolista de Brasil que jugaba la posición de mediapunta.

## Carrera

### Club
| Periodo   | Club                   |
| --------- | ---------------------- |
| 1956-1958 | Ferroviário            |
| 1959-1960 | Santa Cruz             |
| 1961      | Fluminense de Feira FC |
| 1962-1963 | Ceará SC               |
| 1963-1966 | AD Sanjoanense         |
| 1967      | Ferroviário            |

### Selección nacional
Jugó para Brasil en cinco ocasiones y anotó dos goles en la Copa América 1959 de Ecuador donde logró el tercer lugar.